# Future Parade
「Future Parade」（フューチャー・パレード）は、虹ヶ咲学園スクールアイドル同好会によるシングル。2022年7月27日にLantisから発売された。

## 背景
前作「Eutopia/EMOTION/stars we chase」から1ヶ月ぶりとなるシングルで、テレビアニメ『ラブライブ！虹ヶ咲学園スクールアイドル同好会』第2期挿入歌シングル第5弾として、虹ヶ咲学園スクールアイドル同好会が担当した。

## リリース
2022年7月27日にLantisからリリースされ、初回生産特典として『虹ヶ咲学園スクールアイドル同好会メンバーカード』（全12種の中からランダムで1枚）、スマートフォンゲーム『ラブライブ! スクールアイドルフェスティバル ALL STARS』で利用できるシリアルコードがそれぞれ封入される。
当初は、2022年7月6日にリリース予定だったが、制作上の都合で上記の発売日に延期された。また、発売当日に封入特典である『虹ヶ咲学園スクールアイドル同好会メンバーカード』に、虹ヶ咲メンバーである天王寺璃奈の衣装に不備があったとして交換処置が行われ、準備が整い次第発送作業が行われると発表された。

## チャート成績
2022年8月8日付のオリコン週間シングルランキングでは10位にランクインした。
2022年8月3日付のBillboard Japan Hot Animationでは7位にランクインした。

## 収録曲
| #         | タイトル                              | 作詞         | 作曲                  | 編曲           | 時間  |
| --------- | ------------------------------------- | ------------ | --------------------- | -------------- | ----- |
| 1.        | 「Future Parade」                     | Ayaka Miyake | Keisuke Koyama DAICHI | Keisuke Koyama | 4:36  |
| 2.        | 「Level Oops! Adventures」            | T4K          | T4K                   | T4K            | 3:31  |
| 3.        | 「Future Parade」(Off Vocal)          |              |                       |                | 4:36  |
| 4.        | 「Level Oops! Adventures」(Off Vocal) |              |                       |                | 3:29  |
| 合計時間: | 合計時間:                             | 合計時間:    | 合計時間:             | 合計時間:      | 16:12 |

## タイアップ
| # | 曲名              | タイアップ                                                                    |
| - | ----------------- | ----------------------------------------------------------------------------- |
| 1 | 「Future Parade」 | テレビアニメ『ラブライブ！虹ヶ咲学園スクールアイドル同好会』第2期第13話挿入歌 |

### ユニットメンバー
1. 1 2 3 4  上原歩夢（大西亜玖璃）、中須かすみ（相良茉優）、桜坂しずく（前田佳織里）、朝香果林（久保田未夢）、宮下愛（村上奈津実）、近江彼方（鬼頭明里）、優木せつ菜（楠木ともり）、エマ・ヴェルデ（指出毬亜）、天王寺璃奈（田中ちえ美）、三船栞子（小泉萌香）、ミア・テイラー（内田秀）、鐘嵐珠（法元明菜）